# Agnes Boström
Agnes Cecilia Boström, ogift Abrahamsson, född 29 april 1912 i Tarasjönäs i Ramsele socken, död 16 november 2024 i Säbrå distrikt, var en svensk superhundraåring. Vid sin död var hon bosatt i Älandsbro.
Boström gifte sig med Gottfrid Boström (död 1969).
År 2024 blev Boström den äldsta levande personen i både Sverige och Norden efter Gunborg Hancocks bortgång den 16 oktober.